# دهستان تاکلای
دهستان تاکلای (به لاتین: Taklai Gewog) یک دهستان در کشور بوتان است که در ناحیهٔ سرپانگ واقع شده‌است.